# Whitbread 60
Whitbread 60 (W60), o también Volvo Ocean 60 (VO60), es la denominación de los yates de regata diseñados para la vuelta al mundo a vela de 1993 (entonces denominada Whitbread Round the World Race). En la edición de 1993-1994 utilizaron esta clase de embarcación 10 de los 15 equipos participantes, mientras que los otros 5 siguieron utilizando los tradicionales maxis de 85 pies. Esta mezcla de clases generó muchas protestas, por lo que en la siguiente edición, la de 1997-1998, ya solamente se admitieron yates de la clase W60. Al cambiar el patrocinador de la regata en la edición de 2001-2002 la clase también cambió de nombre de Whitbread 60 (W60) a Volvo Ocean 60 (VO60). Dejó de ser la clase oficial de la regata en 2002, cuando la organización decidió pasar a la clase Volvo Open 70 como nuevo tipo de yate único en la regata Volvo Ocean Race.